# Escudo de la Ciudad de Panamá
El Escudo de la Ciudad de Panamá fue concedido por el rey Carlos I de España mediante Real Cédula expedida en Burgos, el 15 de septiembre de 1521. El escudo fue concedido como parte del otorgamiento del rango de Ciudad de Panamá. Debido a la destrucción de la ciudad en 1671 se pierde el diseño original del escudo y durante un largo se publican varias versiones hasta que después de una investigación histórica-jurídica se publica una versión que es consideraba la versión más acorde a la descripción original.

## Historia
El rey Carlos I de España, por medio de la Real Cédula de Burgos, del 15 de septiembre de 1521, concedió el título de Ciudad a Panamá, por lo que también se le concede un escudo que sirva para la representación de la misma ante las autoridades españolas. Por lo se aprueba un diseño que la Real Cédula lo describía de la siguiente manera:

"Que tenga por armas un escudo el campo dorado y en la mitad del a la mano derecha un yugo y un manojo de flechas pardillo todo con los cascos azules y plumas plateadas lo cual es la divisa de los católicos Rey e Reyna nros. padres e abuelos e señores que ayan tanta gloria y en la otra mitad dos caravelas por señal que esperamos en nro señor que por alli se ha de hacer el descobrimiento de la especeria y encima dellas una estrella en señal del polo antartico y por orla de dho. escudo castillos y leones en un escudo a tal como este. ".
Real Cédula, dada en Burgos, el quince de septiembre de mil quinientos veinte uno.

Debido a que la ciudad fue asediada y destruida en el año 1671 gracias al ataque del pirata inglés Henry Morgan, se perdió el diseño original del escudo y desde ese entonces se empezaron a usar varias versiones que trataban de ir acorde a la descripción original, fallando varias veces en el intento. Tiempo después de la separación de Panamá de Colombia en el año 1903, el Consejo Municipal de la Ciudad de Panamá aprueba el acuerdo N° 54, el cual reafirmaba la voluntad del rey Carlos I de España de concederle al caserío de pescadores el título de ciudad y su propio escudo, mediante la Real Cédula que fue concebida en Burgos el 15 de septiembre de 1521.
Sin embargo, a pesar de esto, aún seguía la confusión sobre la versión más acorde a la descripción original, hasta el año 1992, cuando el Concejo Municipal adopta la resolución n.º 66 que inicia una investigación histórica-jurídica para lograr establecer un escudo que vaya de acuerdo a la descripción original, siendo después publicada una versión que es la que actualmente el concejo municipal usa y que es la versión más acorde a la descripción original.